# Electrocutionist
Electrocutionist (24 février 2001 - 9 septembre 2006) est un cheval de course bai appartenant à l'écurie Godolphin. Il provient de l'élevage de la Compagnia Generale SRL (Italie) et est entraîné par Saeed bin Suroor. Il participe aux courses de plat.

## Carrière
Ce poulain italien fut le meilleur produit de sa génération dans la péninsule. Il débuta tardivement, au printemps de ses 3 ans, et ne disputa pas le Derby italien, mais remporta cinq des six courses qu'il courut en Italie, n'étant devancé que par l'excellent 3 ans Allemand Shirocco (vainqueur du Derby Allemand et appelé lui aussi à briller dans le monde entier l'année suivante) à l'arrivée du Gran Premio del Jockey Club. En 2005, à 4 ans, Electrocutionist remporte le Premio Carlo d'Alessio, un groupe 2 disputé à Rome, le Grand Prix de Milan, puis s'en va quérir en Angleterre les International Stakes devant le Japonais Zenno Rob Roy, et travers l'Atlantique pour s'offrir la troisième place des Canadian International Stakes en octobre. Acquis en fin d'année par la puissante Écurie Godolphin, passant sous les ordres de Saeed bin Suroor et la monte de Lanfranco Dettori, il passe l'hiver à Dubaï avec comme objectif la Dubaï World Cup, qu'il remporte en mars. De retour en Angleterre, il s'intercale entre les excellents Ouija Board et Manduro dans les Prince of Wales's Stakes, puis entre le champion Hurricane Run et le Japonais Heart's Cry à l'arrivée des King George. Comptant parmi les meilleurs chevaux du monde à l'époque, il meurt brutalement, à l'âge de 5 ans, d'une crise cardiaque.

### Résumé de carrière
| Date         | Hippodrome   | Pays        | Course                               | Statut      | Distance    | Jockey      | Place       | Écart       | Vainqueur ou deuxième | Temps       |
| 2004, 3 ans  | 2004, 3 ans  | 2004, 3 ans | 2004, 3 ans                          | 2004, 3 ans | 2004, 3 ans | 2004, 3 ans | 2004, 3 ans | 2004, 3 ans | 2004, 3 ans           | 2004, 3 ans |
| ------------ | ------------ | ----------- | ------------------------------------ | ----------- | ----------- | ----------- | ----------- | ----------- | --------------------- | ----------- |
| 7 avril      | San Siro     | Italie      | Premio Angelo Gardenghi              | Maiden      | 1 800 m     | E. Botti    | 1er / 15    | 6           | Herakles              | 1'51"40     |
| 27 juin      | San Siro     | Italie      | Gran Premio d'Italia                 | Listed      | 2 000 m     | E. Botti    | 1er / 12    | 2 ½         | Kaypen                | 2'02"80     |
| 1er novembre | San Siro     | Italie      | Premio Giuseppe Fassati              |             | 2 200 m     | E. Botti    | 1er / 6     | 6           | Distant Way           | 2'20"20     |
| 17 octobre   | San Siro     | Italie      | Grand Prix du Jockey Club            | Gr. 1       | 2 400 m     | E. Botti    | 2e / 9      | nez         | Shirocco              | 2'31"60     |
| 2005, 4 ans  |              |             |                                      |             |             |             |             |             |                       |             |
| 22 mai       | Capanelle    | Italie      | Premio Carlo d'Alessio               | Gr. 2       | 2 400 m     | E. Botti    | 1er / 5     | 6           | Fielding              | 2'27"10     |
| 19 juin      | San Siro     | Italie      | Grand Prix de Milan                  | Gr. 1       | 2 400 m     | E. Botti    | 1er / 5     | 3/4         | Vol de Nuit           | 2'30"60     |
| 16 août      | York         | Royaume-Uni | International Stakes                 | Gr. 1       | 2 080 m     | M. Kinane   | 1er / 7     | encolure    | Zenno Rob Roy         | 2'07"47     |
| 23 octobre   | Woodbine     | Canada      | Canadian International Stakes        | Gr. 1       | 2 400 m     | M. Kinane   | 3e / 10     |             | Relaxed Gesture       | 2'32"64     |
| 2006, 5 ans  |              |             |                                      |             |             |             |             |             |                       |             |
| 2 mars       | Nad Al Sheba | Dubaï       | Al Maktoum Challenge (Round 3)       | Gr. 2       | 2 000 m     | L. Dettori  | 1er / 14    | 7           | Chiquitin             | 2'01"06     |
| 25 mars      | Nad Al Sheba | Dubaï       | Dubaï World Cup                      | Gr. 1       | 2 000 m     | L. Dettori  | 1er / 10    | 1 ½         | Wilko                 | 2'01"32     |
| 21 juin      | Ascot        | Royaume-Uni | Prince of Wales's Stakes             | Gr. 1       | 2 000 m     | L. Dettori  | 2e / 7      | 1/2         | Ouija Board           | 2'06"92     |
| 29 juillet   | Ascot        | Royaume-Uni | King George VI & Queen Elizabeth St. | Gr. 1       | 2 400 m     | L. Dettori  | 2e / 6      | 1/2         | Hurricane Run         | 2'30"29     |

## Origines
Electrocutionist est un fils de Red Ransom, un Américain ultra rapide promis à une grande carrière que deux blessures avortèrent. Il ne courut que trois fois, pour deux victoires et une deuxième place alors qu'il comptait parmi les favoris pour la triple couronne américaine. Étalon aux États-Unis, en Angleterre et en Australie, il a bien produit et au faîte de son succès offrait ses services pour $ 75 000. Il est l'auteur d'une dizaine de lauréats de groupe 1 parmi lesquels Red Clubs (sprinter européen de l'année en 2007) et Typhoon Tracy (cheval de l'année en Australie en 2010). La mère d'Electrocutionist, Elbaaha, une fille du crack Arazi, ne brilla guère en piste, mais se recommande de sa mère Gesedeh, lauréate d'un Prix de Flore (Gr.3) et placée au niveau groupe 2 (dans les Sun Chariot Stakes, les Prince of Wales's Stakes et le Grosser Amdahl Deutschland). Gesedeh est en outre la sœur de l'un des meilleurs stayers de l'histoire, le Britannique Ardross (par Run The Gantlet), double vainqueur de la Gold Cup et deuxième du Prix de l'Arc de Triomphe d'Akiyda.

### Pedigree
| Origines de Electrocutionist (USA), mâle bai né en 2001 | Origines de Electrocutionist (USA), mâle bai né en 2001 | Origines de Electrocutionist (USA), mâle bai né en 2001 | Origines de Electrocutionist (USA), mâle bai né en 2001 |
| ------------------------------------------------------- | ------------------------------------------------------- | ------------------------------------------------------- | ------------------------------------------------------- |
| Père Red Ransom 1987                                    | Roberto 1969                                            | Hail to Reason                                          | Turn-to                                                 |
| Père Red Ransom 1987                                    | Roberto 1969                                            | Hail to Reason                                          | Nothirdchance                                           |
| Père Red Ransom 1987                                    | Roberto 1969                                            | Bramalea                                                | Nashua                                                  |
| Père Red Ransom 1987                                    | Roberto 1969                                            | Bramalea                                                | Rarelea                                                 |
| Père Red Ransom 1987                                    | Arabia 1977                                             | Damascus                                                | Sword Dancer                                            |
| Père Red Ransom 1987                                    | Arabia 1977                                             | Damascus                                                | Kerala                                                  |
| Père Red Ransom 1987                                    | Arabia 1977                                             | Christmas Wind                                          | Nearctic                                                |
| Père Red Ransom 1987                                    | Arabia 1977                                             | Christmas Wind                                          | Baly Free                                               |
| Mère Elbaaha 1994                                       | Arazi 1989                                              | Blushing Groom                                          | Red God                                                 |
| Mère Elbaaha 1994                                       | Arazi 1989                                              | Blushing Groom                                          | Runaway Bride                                           |
| Mère Elbaaha 1994                                       | Arazi 1989                                              | Danseur Fabuleux                                        | Northern Dancer                                         |
| Mère Elbaaha 1994                                       | Arazi 1989                                              | Danseur Fabuleux                                        | Fabuleux Jane                                           |
| Mère Elbaaha 1994                                       | Gesedeh 1983                                            | Ela-Mana-Mou                                            | Pitcairn                                                |
| Mère Elbaaha 1994                                       | Gesedeh 1983                                            | Ela-Mana-Mou                                            | Rose Bertin                                             |
| Mère Elbaaha 1994                                       | Gesedeh 1983                                            | Le Melody                                               | Levmoss                                                 |
| Mère Elbaaha 1994                                       | Gesedeh 1983                                            | Le Melody                                               | Arctic Melody (famille 23)                              |